# براندون مک کوی
براندون مک کوی (انگلیسی: Brandon McCoy؛ زادهٔ ۱۱ ژوئن ۱۹۹۸) بازیکن بسکتبال اهل ایالات متحده آمریکا است.
او در مسابقات کشوری و بین‌المللی در مجموع برندهٔ ۱ مدال برنز شده‌است.